# أم الغزلان (دار خوين)
أم الغزلان (بالفارسية: ام‌الغزلان) هي منطقة سكنية تقع في إيران في قسم دار خوين الريفي. يقدر عدد سكانها بـ 872 نسمة .